# Dolany (województwo małopolskie)
Dolany – wieś w Polsce położona w województwie małopolskim, w powiecie proszowickim, w gminie Koszyce.
Wieś opactwa benedyktynów tynieckich w powiecie proszowickim województwa krakowskiego w końcu XVI wieku. W latach 1975–1998 miejscowość administracyjnie należała do województwa kieleckiego.

Integralne części miejscowości: Chełmy, Równia.